# 結縁寺 (印西市の大字)
結縁寺（けつえんじ）は、千葉県印西市の大字。郵便番号270-1343。

## 地理
北は高花東は草深、南東は松崎台、南は松崎、西は船尾に隣接している。

## 小字
小字は以下の通り。
- 門前（もんぜん）
- 堤下（つつみした）
- 久保下（くぼした）
- 野ノ下（ののした）
- 定口（じょうぐち）
- 山王台（さんのうだい）
- 台仙房（だいせんぼう）
- 西ノ内（にしのうち）
- 外手（そとで）
- 北ノ内（きたのうち）
- 坪作（つぼさく）
- 東谷津（ひがしやつ）
- 城ノ下（じょうのした）
- 井戸尻（いどじり）
- 蒲谷津（かばやつ）
- 宮内（みやうち）
- 滝台（たきだい）
- 大作（だいさく）
- 新割（にいわり）
- 込（こめ）
- 一反割（いつたんわり）
- 滝谷津（たきやつ）

## 歴史
江戸期は結縁寺村であり、下総国印旛郡のうち。印西領・印西筋に属す。寛永年間から高岡藩領、万治3年から旗本井上氏領、「各村級分」では幕府・旗本井上氏の相給、元禄14年から幕府・佐倉藩の相給。村高は「元禄郷帳」218石余、「天保郷帳」「旧高旧領」ともに224石余。慶長7年の検地が行われている。なお幕府領分の90石余は、寛文・延宝期に惣深新田が開発された時、同時にもと入会地の惣深野に開発された当村の切添新田である。同新田は延宝4年の検地により高請され、本村高に含められた。享保8年の指出帳によれば、佐倉藩領分の反別田12町8反余・畑屋敷4町6反余・新畑8反余、家数32・人数1104、馬12。元文3年の村鑑銘細帳によれば、新田分の反別畑18町1反余、皆金納（飯岡家文書）。明治6年千葉県に所属。神社は熊野神社。明治22年船穂村の大字となる。

### 年表
- 1873年（明治6年） - 千葉県に所属。
- 1889年（明治22年）4月1日 - 船穂村大字結縁寺になる。
  - 町村制施行し、船尾村、結縁寺村、多々羅田村、戸神村、武西村、松崎村、泉新田、惣深新田が合併し印旛郡船穂村が発足。
- 1954年（昭和29年）12月1日 - 印西町結縁寺となる。
  - 木下町・大森町・船穂村と永治村の一部が合併し印西町が発足。
- 1996年（平成8年）4月1日 - 印西市結縁寺となる。
  - 印西町が市制施行して印西市となる。

## 世帯数と人口
2017年（平成29年）10月31日現在の世帯数と人口は以下の通りである。
| 大字   | 世帯数 | 人口  |
| ------ | ------ | ----- |
| 結縁寺 | 72世帯 | 180人 |

## 小・中学校の学区
市立小・中学校に通う場合、学区は以下の通りとなる。
| 番地 | 小学校             | 中学校             |
| ---- | ------------------ | ------------------ |
| 全域 | 印西市立船穂小学校 | 印西市立船穂中学校 |

## 施設
- 結縁寺
- 熊野神社
- 結縁寺青年館